# Cercomacra nigricans
Cercomacra nigricans е вид птица от семейство Thamnophilidae.

## Разпространение
Видът е разпространен в Бразилия, Колумбия, Еквадор, Панама и Венецуела.